# 横須賀エフエム放送
横須賀エフエム放送株式会社（よこすかエフエムほうそう）は、神奈川県横須賀市の一部地域を放送区域として超短波放送（FM放送）を営む特定地上基幹放送事業者である。
FM･ブルー湘南の愛称でコミュニティ放送を行っている。

## 概要
1994年（平成6年）開局。聴取可能エリアは、横須賀市全域及び横浜市南部（中区、磯子区、金沢区）逗子市、葉山町、三浦市の一部。
2012年（平成24年）5月15日、JCBAインターネットサイマルラジオに参加し、インターネット配信を開始した。

## タイムテーブル
太字は自社制作番組。【M】はミュージックバード制作番組。
平日
|    | 月曜日                   | 月曜日 | 火曜日・水曜日 | 火曜日・水曜日 | 木曜日 | 木曜日 | 金曜日 |
| 08 | 8:00 - 10:00             | MORNING ブルー湘南 ‐ 武田深雪 ▼8:00 マイタウン情報 （ニュース、フェリー･鉄道、火災･事故） ▼8:30 交通情報・事故／火災情報、耳で聴く広報よこすか ▼8:50 芸術劇場ニュース（横浜芸術劇場） （月・水・金）9:35 横須賀市内警察情報 （木）9:35 WAN NYAN PARADISE （月）9:45 俳句のいろは～ん迄 （火）9:00 ベストセラーズ（文教堂）・タウンインフォメーション 9:45 ミュージック×2 （水）9:45 映画・ドラマで聴く思い出のナンバー （金）9:45 週末イベント情報 | MORNING ブルー湘南 ‐ 武田深雪 ▼8:00 マイタウン情報 （ニュース、フェリー･鉄道、火災･事故） ▼8:30 交通情報・事故／火災情報、耳で聴く広報よこすか ▼8:50 芸術劇場ニュース（横浜芸術劇場） （月・水・金）9:35 横須賀市内警察情報 （木）9:35 WAN NYAN PARADISE （月）9:45 俳句のいろは～ん迄 （火）9:00 ベストセラーズ（文教堂）・タウンインフォメーション 9:45 ミュージック×2 （水）9:45 映画・ドラマで聴く思い出のナンバー （金）9:45 週末イベント情報 | MORNING ブルー湘南 ‐ 武田深雪 ▼8:00 マイタウン情報 （ニュース、フェリー･鉄道、火災･事故） ▼8:30 交通情報・事故／火災情報、耳で聴く広報よこすか ▼8:50 芸術劇場ニュース（横浜芸術劇場） （月・水・金）9:35 横須賀市内警察情報 （木）9:35 WAN NYAN PARADISE （月）9:45 俳句のいろは～ん迄 （火）9:00 ベストセラーズ（文教堂）・タウンインフォメーション 9:45 ミュージック×2 （水）9:45 映画・ドラマで聴く思い出のナンバー （金）9:45 週末イベント情報 | MORNING ブルー湘南 ‐ 武田深雪 ▼8:00 マイタウン情報 （ニュース、フェリー･鉄道、火災･事故） ▼8:30 交通情報・事故／火災情報、耳で聴く広報よこすか ▼8:50 芸術劇場ニュース（横浜芸術劇場） （月・水・金）9:35 横須賀市内警察情報 （木）9:35 WAN NYAN PARADISE （月）9:45 俳句のいろは～ん迄 （火）9:00 ベストセラーズ（文教堂）・タウンインフォメーション 9:45 ミュージック×2 （水）9:45 映画・ドラマで聴く思い出のナンバー （金）9:45 週末イベント情報 | MORNING ブルー湘南 ‐ 武田深雪 ▼8:00 マイタウン情報 （ニュース、フェリー･鉄道、火災･事故） ▼8:30 交通情報・事故／火災情報、耳で聴く広報よこすか ▼8:50 芸術劇場ニュース（横浜芸術劇場） （月・水・金）9:35 横須賀市内警察情報 （木）9:35 WAN NYAN PARADISE （月）9:45 俳句のいろは～ん迄 （火）9:00 ベストセラーズ（文教堂）・タウンインフォメーション 9:45 ミュージック×2 （水）9:45 映画・ドラマで聴く思い出のナンバー （金）9:45 週末イベント情報 | MORNING ブルー湘南 ‐ 武田深雪 ▼8:00 マイタウン情報 （ニュース、フェリー･鉄道、火災･事故） ▼8:30 交通情報・事故／火災情報、耳で聴く広報よこすか ▼8:50 芸術劇場ニュース（横浜芸術劇場） （月・水・金）9:35 横須賀市内警察情報 （木）9:35 WAN NYAN PARADISE （月）9:45 俳句のいろは～ん迄 （火）9:00 ベストセラーズ（文教堂）・タウンインフォメーション 9:45 ミュージック×2 （水）9:45 映画・ドラマで聴く思い出のナンバー （金）9:45 週末イベント情報 |
| 07 | 8:00 - 10:00             | MORNING ブルー湘南 ‐ 武田深雪 ▼8:00 マイタウン情報 （ニュース、フェリー･鉄道、火災･事故） ▼8:30 交通情報・事故／火災情報、耳で聴く広報よこすか ▼8:50 芸術劇場ニュース（横浜芸術劇場） （月・水・金）9:35 横須賀市内警察情報 （木）9:35 WAN NYAN PARADISE （月）9:45 俳句のいろは～ん迄 （火）9:00 ベストセラーズ（文教堂）・タウンインフォメーション 9:45 ミュージック×2 （水）9:45 映画・ドラマで聴く思い出のナンバー （金）9:45 週末イベント情報 | MORNING ブルー湘南 ‐ 武田深雪 ▼8:00 マイタウン情報 （ニュース、フェリー･鉄道、火災･事故） ▼8:30 交通情報・事故／火災情報、耳で聴く広報よこすか ▼8:50 芸術劇場ニュース（横浜芸術劇場） （月・水・金）9:35 横須賀市内警察情報 （木）9:35 WAN NYAN PARADISE （月）9:45 俳句のいろは～ん迄 （火）9:00 ベストセラーズ（文教堂）・タウンインフォメーション 9:45 ミュージック×2 （水）9:45 映画・ドラマで聴く思い出のナンバー （金）9:45 週末イベント情報 | MORNING ブルー湘南 ‐ 武田深雪 ▼8:00 マイタウン情報 （ニュース、フェリー･鉄道、火災･事故） ▼8:30 交通情報・事故／火災情報、耳で聴く広報よこすか ▼8:50 芸術劇場ニュース（横浜芸術劇場） （月・水・金）9:35 横須賀市内警察情報 （木）9:35 WAN NYAN PARADISE （月）9:45 俳句のいろは～ん迄 （火）9:00 ベストセラーズ（文教堂）・タウンインフォメーション 9:45 ミュージック×2 （水）9:45 映画・ドラマで聴く思い出のナンバー （金）9:45 週末イベント情報 | MORNING ブルー湘南 ‐ 武田深雪 ▼8:00 マイタウン情報 （ニュース、フェリー･鉄道、火災･事故） ▼8:30 交通情報・事故／火災情報、耳で聴く広報よこすか ▼8:50 芸術劇場ニュース（横浜芸術劇場） （月・水・金）9:35 横須賀市内警察情報 （木）9:35 WAN NYAN PARADISE （月）9:45 俳句のいろは～ん迄 （火）9:00 ベストセラーズ（文教堂）・タウンインフォメーション 9:45 ミュージック×2 （水）9:45 映画・ドラマで聴く思い出のナンバー （金）9:45 週末イベント情報 | MORNING ブルー湘南 ‐ 武田深雪 ▼8:00 マイタウン情報 （ニュース、フェリー･鉄道、火災･事故） ▼8:30 交通情報・事故／火災情報、耳で聴く広報よこすか ▼8:50 芸術劇場ニュース（横浜芸術劇場） （月・水・金）9:35 横須賀市内警察情報 （木）9:35 WAN NYAN PARADISE （月）9:45 俳句のいろは～ん迄 （火）9:00 ベストセラーズ（文教堂）・タウンインフォメーション 9:45 ミュージック×2 （水）9:45 映画・ドラマで聴く思い出のナンバー （金）9:45 週末イベント情報 | MORNING ブルー湘南 ‐ 武田深雪 ▼8:00 マイタウン情報 （ニュース、フェリー･鉄道、火災･事故） ▼8:30 交通情報・事故／火災情報、耳で聴く広報よこすか ▼8:50 芸術劇場ニュース（横浜芸術劇場） （月・水・金）9:35 横須賀市内警察情報 （木）9:35 WAN NYAN PARADISE （月）9:45 俳句のいろは～ん迄 （火）9:00 ベストセラーズ（文教堂）・タウンインフォメーション 9:45 ミュージック×2 （水）9:45 映画・ドラマで聴く思い出のナンバー （金）9:45 週末イベント情報 |
| 08 | 8:00 - 10:00             | MORNING ブルー湘南 ‐ 武田深雪 ▼8:00 マイタウン情報 （ニュース、フェリー･鉄道、火災･事故） ▼8:30 交通情報・事故／火災情報、耳で聴く広報よこすか ▼8:50 芸術劇場ニュース（横浜芸術劇場） （月・水・金）9:35 横須賀市内警察情報 （木）9:35 WAN NYAN PARADISE （月）9:45 俳句のいろは～ん迄 （火）9:00 ベストセラーズ（文教堂）・タウンインフォメーション 9:45 ミュージック×2 （水）9:45 映画・ドラマで聴く思い出のナンバー （金）9:45 週末イベント情報 | MORNING ブルー湘南 ‐ 武田深雪 ▼8:00 マイタウン情報 （ニュース、フェリー･鉄道、火災･事故） ▼8:30 交通情報・事故／火災情報、耳で聴く広報よこすか ▼8:50 芸術劇場ニュース（横浜芸術劇場） （月・水・金）9:35 横須賀市内警察情報 （木）9:35 WAN NYAN PARADISE （月）9:45 俳句のいろは～ん迄 （火）9:00 ベストセラーズ（文教堂）・タウンインフォメーション 9:45 ミュージック×2 （水）9:45 映画・ドラマで聴く思い出のナンバー （金）9:45 週末イベント情報 | MORNING ブルー湘南 ‐ 武田深雪 ▼8:00 マイタウン情報 （ニュース、フェリー･鉄道、火災･事故） ▼8:30 交通情報・事故／火災情報、耳で聴く広報よこすか ▼8:50 芸術劇場ニュース（横浜芸術劇場） （月・水・金）9:35 横須賀市内警察情報 （木）9:35 WAN NYAN PARADISE （月）9:45 俳句のいろは～ん迄 （火）9:00 ベストセラーズ（文教堂）・タウンインフォメーション 9:45 ミュージック×2 （水）9:45 映画・ドラマで聴く思い出のナンバー （金）9:45 週末イベント情報 | MORNING ブルー湘南 ‐ 武田深雪 ▼8:00 マイタウン情報 （ニュース、フェリー･鉄道、火災･事故） ▼8:30 交通情報・事故／火災情報、耳で聴く広報よこすか ▼8:50 芸術劇場ニュース（横浜芸術劇場） （月・水・金）9:35 横須賀市内警察情報 （木）9:35 WAN NYAN PARADISE （月）9:45 俳句のいろは～ん迄 （火）9:00 ベストセラーズ（文教堂）・タウンインフォメーション 9:45 ミュージック×2 （水）9:45 映画・ドラマで聴く思い出のナンバー （金）9:45 週末イベント情報 | MORNING ブルー湘南 ‐ 武田深雪 ▼8:00 マイタウン情報 （ニュース、フェリー･鉄道、火災･事故） ▼8:30 交通情報・事故／火災情報、耳で聴く広報よこすか ▼8:50 芸術劇場ニュース（横浜芸術劇場） （月・水・金）9:35 横須賀市内警察情報 （木）9:35 WAN NYAN PARADISE （月）9:45 俳句のいろは～ん迄 （火）9:00 ベストセラーズ（文教堂）・タウンインフォメーション 9:45 ミュージック×2 （水）9:45 映画・ドラマで聴く思い出のナンバー （金）9:45 週末イベント情報 | MORNING ブルー湘南 ‐ 武田深雪 ▼8:00 マイタウン情報 （ニュース、フェリー･鉄道、火災･事故） ▼8:30 交通情報・事故／火災情報、耳で聴く広報よこすか ▼8:50 芸術劇場ニュース（横浜芸術劇場） （月・水・金）9:35 横須賀市内警察情報 （木）9:35 WAN NYAN PARADISE （月）9:45 俳句のいろは～ん迄 （火）9:00 ベストセラーズ（文教堂）・タウンインフォメーション 9:45 ミュージック×2 （水）9:45 映画・ドラマで聴く思い出のナンバー （金）9:45 週末イベント情報 |
| 09 | 8:00 - 10:00             | MORNING ブルー湘南 ‐ 武田深雪 ▼8:00 マイタウン情報 （ニュース、フェリー･鉄道、火災･事故） ▼8:30 交通情報・事故／火災情報、耳で聴く広報よこすか ▼8:50 芸術劇場ニュース（横浜芸術劇場） （月・水・金）9:35 横須賀市内警察情報 （木）9:35 WAN NYAN PARADISE （月）9:45 俳句のいろは～ん迄 （火）9:00 ベストセラーズ（文教堂）・タウンインフォメーション 9:45 ミュージック×2 （水）9:45 映画・ドラマで聴く思い出のナンバー （金）9:45 週末イベント情報 | MORNING ブルー湘南 ‐ 武田深雪 ▼8:00 マイタウン情報 （ニュース、フェリー･鉄道、火災･事故） ▼8:30 交通情報・事故／火災情報、耳で聴く広報よこすか ▼8:50 芸術劇場ニュース（横浜芸術劇場） （月・水・金）9:35 横須賀市内警察情報 （木）9:35 WAN NYAN PARADISE （月）9:45 俳句のいろは～ん迄 （火）9:00 ベストセラーズ（文教堂）・タウンインフォメーション 9:45 ミュージック×2 （水）9:45 映画・ドラマで聴く思い出のナンバー （金）9:45 週末イベント情報 | MORNING ブルー湘南 ‐ 武田深雪 ▼8:00 マイタウン情報 （ニュース、フェリー･鉄道、火災･事故） ▼8:30 交通情報・事故／火災情報、耳で聴く広報よこすか ▼8:50 芸術劇場ニュース（横浜芸術劇場） （月・水・金）9:35 横須賀市内警察情報 （木）9:35 WAN NYAN PARADISE （月）9:45 俳句のいろは～ん迄 （火）9:00 ベストセラーズ（文教堂）・タウンインフォメーション 9:45 ミュージック×2 （水）9:45 映画・ドラマで聴く思い出のナンバー （金）9:45 週末イベント情報 | MORNING ブルー湘南 ‐ 武田深雪 ▼8:00 マイタウン情報 （ニュース、フェリー･鉄道、火災･事故） ▼8:30 交通情報・事故／火災情報、耳で聴く広報よこすか ▼8:50 芸術劇場ニュース（横浜芸術劇場） （月・水・金）9:35 横須賀市内警察情報 （木）9:35 WAN NYAN PARADISE （月）9:45 俳句のいろは～ん迄 （火）9:00 ベストセラーズ（文教堂）・タウンインフォメーション 9:45 ミュージック×2 （水）9:45 映画・ドラマで聴く思い出のナンバー （金）9:45 週末イベント情報 | MORNING ブルー湘南 ‐ 武田深雪 ▼8:00 マイタウン情報 （ニュース、フェリー･鉄道、火災･事故） ▼8:30 交通情報・事故／火災情報、耳で聴く広報よこすか ▼8:50 芸術劇場ニュース（横浜芸術劇場） （月・水・金）9:35 横須賀市内警察情報 （木）9:35 WAN NYAN PARADISE （月）9:45 俳句のいろは～ん迄 （火）9:00 ベストセラーズ（文教堂）・タウンインフォメーション 9:45 ミュージック×2 （水）9:45 映画・ドラマで聴く思い出のナンバー （金）9:45 週末イベント情報 | MORNING ブルー湘南 ‐ 武田深雪 ▼8:00 マイタウン情報 （ニュース、フェリー･鉄道、火災･事故） ▼8:30 交通情報・事故／火災情報、耳で聴く広報よこすか ▼8:50 芸術劇場ニュース（横浜芸術劇場） （月・水・金）9:35 横須賀市内警察情報 （木）9:35 WAN NYAN PARADISE （月）9:45 俳句のいろは～ん迄 （火）9:00 ベストセラーズ（文教堂）・タウンインフォメーション 9:45 ミュージック×2 （水）9:45 映画・ドラマで聴く思い出のナンバー （金）9:45 週末イベント情報 |
| 10 | 10:00 - 11:00            | 【M】リメンバー・ミュージック （邦楽） | 【M】リメンバー・ミュージック （邦楽） | 【M】リメンバー・ミュージック （邦楽） | 【M】リメンバー・ミュージック （邦楽） | 【M】リメンバー・ミュージック （邦楽） | 【M】リメンバー・ミュージック （邦楽） |
| 11 | 11:00 - 13:00            | COMMUNITY ブルー湘南 - Rie（リエ） 11:00 世界の童話／シネマンボウ 11:00 観音崎自然博物館わうわく自然塾（再放送） 11:30 タウンインフォメーション （月・水 - 金）ミュージックファイル ▼12:00 マイタウン情報／耳で聴く広報よこすか／劇場ニュース ▼11:00/12:25 交通情報／天気予報 （火）12:30 ミュージックファイル （月）12:45 世界の歳時期・春夏秋冬 （火・水・木）12:45 ランチタイムリクエスト一曲いかがですか？ （金）12:45 リラックス アロマタイム | COMMUNITY ブルー湘南 - Rie（リエ） 11:00 世界の童話／シネマンボウ 11:00 観音崎自然博物館わうわく自然塾（再放送） 11:30 タウンインフォメーション （月・水 - 金）ミュージックファイル ▼12:00 マイタウン情報／耳で聴く広報よこすか／劇場ニュース ▼11:00/12:25 交通情報／天気予報 （火）12:30 ミュージックファイル （月）12:45 世界の歳時期・春夏秋冬 （火・水・木）12:45 ランチタイムリクエスト一曲いかがですか？ （金）12:45 リラックス アロマタイム | COMMUNITY ブルー湘南 - Rie（リエ） 11:00 世界の童話／シネマンボウ 11:00 観音崎自然博物館わうわく自然塾（再放送） 11:30 タウンインフォメーション （月・水 - 金）ミュージックファイル ▼12:00 マイタウン情報／耳で聴く広報よこすか／劇場ニュース ▼11:00/12:25 交通情報／天気予報 （火）12:30 ミュージックファイル （月）12:45 世界の歳時期・春夏秋冬 （火・水・木）12:45 ランチタイムリクエスト一曲いかがですか？ （金）12:45 リラックス アロマタイム | COMMUNITY ブルー湘南 - Rie（リエ） 11:00 世界の童話／シネマンボウ 11:00 観音崎自然博物館わうわく自然塾（再放送） 11:30 タウンインフォメーション （月・水 - 金）ミュージックファイル ▼12:00 マイタウン情報／耳で聴く広報よこすか／劇場ニュース ▼11:00/12:25 交通情報／天気予報 （火）12:30 ミュージックファイル （月）12:45 世界の歳時期・春夏秋冬 （火・水・木）12:45 ランチタイムリクエスト一曲いかがですか？ （金）12:45 リラックス アロマタイム | COMMUNITY ブルー湘南 - Rie（リエ） 11:00 世界の童話／シネマンボウ 11:00 観音崎自然博物館わうわく自然塾（再放送） 11:30 タウンインフォメーション （月・水 - 金）ミュージックファイル ▼12:00 マイタウン情報／耳で聴く広報よこすか／劇場ニュース ▼11:00/12:25 交通情報／天気予報 （火）12:30 ミュージックファイル （月）12:45 世界の歳時期・春夏秋冬 （火・水・木）12:45 ランチタイムリクエスト一曲いかがですか？ （金）12:45 リラックス アロマタイム | COMMUNITY ブルー湘南 - Rie（リエ） 11:00 世界の童話／シネマンボウ 11:00 観音崎自然博物館わうわく自然塾（再放送） 11:30 タウンインフォメーション （月・水 - 金）ミュージックファイル ▼12:00 マイタウン情報／耳で聴く広報よこすか／劇場ニュース ▼11:00/12:25 交通情報／天気予報 （火）12:30 ミュージックファイル （月）12:45 世界の歳時期・春夏秋冬 （火・水・木）12:45 ランチタイムリクエスト一曲いかがですか？ （金）12:45 リラックス アロマタイム |
| 12 | 11:00 - 13:00            | COMMUNITY ブルー湘南 - Rie（リエ） 11:00 世界の童話／シネマンボウ 11:00 観音崎自然博物館わうわく自然塾（再放送） 11:30 タウンインフォメーション （月・水 - 金）ミュージックファイル ▼12:00 マイタウン情報／耳で聴く広報よこすか／劇場ニュース ▼11:00/12:25 交通情報／天気予報 （火）12:30 ミュージックファイル （月）12:45 世界の歳時期・春夏秋冬 （火・水・木）12:45 ランチタイムリクエスト一曲いかがですか？ （金）12:45 リラックス アロマタイム | COMMUNITY ブルー湘南 - Rie（リエ） 11:00 世界の童話／シネマンボウ 11:00 観音崎自然博物館わうわく自然塾（再放送） 11:30 タウンインフォメーション （月・水 - 金）ミュージックファイル ▼12:00 マイタウン情報／耳で聴く広報よこすか／劇場ニュース ▼11:00/12:25 交通情報／天気予報 （火）12:30 ミュージックファイル （月）12:45 世界の歳時期・春夏秋冬 （火・水・木）12:45 ランチタイムリクエスト一曲いかがですか？ （金）12:45 リラックス アロマタイム | COMMUNITY ブルー湘南 - Rie（リエ） 11:00 世界の童話／シネマンボウ 11:00 観音崎自然博物館わうわく自然塾（再放送） 11:30 タウンインフォメーション （月・水 - 金）ミュージックファイル ▼12:00 マイタウン情報／耳で聴く広報よこすか／劇場ニュース ▼11:00/12:25 交通情報／天気予報 （火）12:30 ミュージックファイル （月）12:45 世界の歳時期・春夏秋冬 （火・水・木）12:45 ランチタイムリクエスト一曲いかがですか？ （金）12:45 リラックス アロマタイム | COMMUNITY ブルー湘南 - Rie（リエ） 11:00 世界の童話／シネマンボウ 11:00 観音崎自然博物館わうわく自然塾（再放送） 11:30 タウンインフォメーション （月・水 - 金）ミュージックファイル ▼12:00 マイタウン情報／耳で聴く広報よこすか／劇場ニュース ▼11:00/12:25 交通情報／天気予報 （火）12:30 ミュージックファイル （月）12:45 世界の歳時期・春夏秋冬 （火・水・木）12:45 ランチタイムリクエスト一曲いかがですか？ （金）12:45 リラックス アロマタイム | COMMUNITY ブルー湘南 - Rie（リエ） 11:00 世界の童話／シネマンボウ 11:00 観音崎自然博物館わうわく自然塾（再放送） 11:30 タウンインフォメーション （月・水 - 金）ミュージックファイル ▼12:00 マイタウン情報／耳で聴く広報よこすか／劇場ニュース ▼11:00/12:25 交通情報／天気予報 （火）12:30 ミュージックファイル （月）12:45 世界の歳時期・春夏秋冬 （火・水・木）12:45 ランチタイムリクエスト一曲いかがですか？ （金）12:45 リラックス アロマタイム | COMMUNITY ブルー湘南 - Rie（リエ） 11:00 世界の童話／シネマンボウ 11:00 観音崎自然博物館わうわく自然塾（再放送） 11:30 タウンインフォメーション （月・水 - 金）ミュージックファイル ▼12:00 マイタウン情報／耳で聴く広報よこすか／劇場ニュース ▼11:00/12:25 交通情報／天気予報 （火）12:30 ミュージックファイル （月）12:45 世界の歳時期・春夏秋冬 （火・水・木）12:45 ランチタイムリクエスト一曲いかがですか？ （金）12:45 リラックス アロマタイム |
| 13 | 13:00 - 14:00            | 【M】リメンバー・ミュージック （洋楽） | 【M】リメンバー・ミュージック （洋楽） | 【M】リメンバー・ミュージック （洋楽） | 【M】リメンバー・ミュージック （洋楽） | 【M】リメンバー・ミュージック （洋楽） | 【M】リメンバー・ミュージック （洋楽） |
| 14 | 14:00 - 16:00            | EVENING ブルー湘南 （月・火：パーソナリティ・石川和美） （水・木・金：パーソナリティ・灯織） ▼14:00／15:50 交通情報 （月）よこすか芸術劇場ラインナップ／ミュージックカフェ／こんにちは、横須賀市役所です （火）ミュージックカフェ／横浜DeNAベイスターズニュース（不定期） （水）のたろん通信／帰ってきた!阿部きみえのカウントダウンカラオケ／榊美香のNostalgic Cafe （木）親指・小指・薬指／横須賀カレー日和（再放送）／まなび猫調査隊／空のココロ風のキモチ （金）教えてJ:COM／0468スタイルレディオ ▼15:00 遊びに来ませんかスタジオへ／シネマンボウ 横須賀いろいろ／カフェブレイク／パーソナル伝言板／夕飯のヒント （月）ちょっとお耳を （木）早読み！タウンニュース | EVENING ブルー湘南 （月・火：パーソナリティ・石川和美） （水・木・金：パーソナリティ・灯織） ▼14:00／15:50 交通情報 （月）よこすか芸術劇場ラインナップ／ミュージックカフェ／こんにちは、横須賀市役所です （火）ミュージックカフェ／横浜DeNAベイスターズニュース（不定期） （水）のたろん通信／帰ってきた!阿部きみえのカウントダウンカラオケ／榊美香のNostalgic Cafe （木）親指・小指・薬指／横須賀カレー日和（再放送）／まなび猫調査隊／空のココロ風のキモチ （金）教えてJ:COM／0468スタイルレディオ ▼15:00 遊びに来ませんかスタジオへ／シネマンボウ 横須賀いろいろ／カフェブレイク／パーソナル伝言板／夕飯のヒント （月）ちょっとお耳を （木）早読み！タウンニュース | EVENING ブルー湘南 （月・火：パーソナリティ・石川和美） （水・木・金：パーソナリティ・灯織） ▼14:00／15:50 交通情報 （月）よこすか芸術劇場ラインナップ／ミュージックカフェ／こんにちは、横須賀市役所です （火）ミュージックカフェ／横浜DeNAベイスターズニュース（不定期） （水）のたろん通信／帰ってきた!阿部きみえのカウントダウンカラオケ／榊美香のNostalgic Cafe （木）親指・小指・薬指／横須賀カレー日和（再放送）／まなび猫調査隊／空のココロ風のキモチ （金）教えてJ:COM／0468スタイルレディオ ▼15:00 遊びに来ませんかスタジオへ／シネマンボウ 横須賀いろいろ／カフェブレイク／パーソナル伝言板／夕飯のヒント （月）ちょっとお耳を （木）早読み！タウンニュース | EVENING ブルー湘南 （月・火：パーソナリティ・石川和美） （水・木・金：パーソナリティ・灯織） ▼14:00／15:50 交通情報 （月）よこすか芸術劇場ラインナップ／ミュージックカフェ／こんにちは、横須賀市役所です （火）ミュージックカフェ／横浜DeNAベイスターズニュース（不定期） （水）のたろん通信／帰ってきた!阿部きみえのカウントダウンカラオケ／榊美香のNostalgic Cafe （木）親指・小指・薬指／横須賀カレー日和（再放送）／まなび猫調査隊／空のココロ風のキモチ （金）教えてJ:COM／0468スタイルレディオ ▼15:00 遊びに来ませんかスタジオへ／シネマンボウ 横須賀いろいろ／カフェブレイク／パーソナル伝言板／夕飯のヒント （月）ちょっとお耳を （木）早読み！タウンニュース | EVENING ブルー湘南 （月・火：パーソナリティ・石川和美） （水・木・金：パーソナリティ・灯織） ▼14:00／15:50 交通情報 （月）よこすか芸術劇場ラインナップ／ミュージックカフェ／こんにちは、横須賀市役所です （火）ミュージックカフェ／横浜DeNAベイスターズニュース（不定期） （水）のたろん通信／帰ってきた!阿部きみえのカウントダウンカラオケ／榊美香のNostalgic Cafe （木）親指・小指・薬指／横須賀カレー日和（再放送）／まなび猫調査隊／空のココロ風のキモチ （金）教えてJ:COM／0468スタイルレディオ ▼15:00 遊びに来ませんかスタジオへ／シネマンボウ 横須賀いろいろ／カフェブレイク／パーソナル伝言板／夕飯のヒント （月）ちょっとお耳を （木）早読み！タウンニュース | EVENING ブルー湘南 （月・火：パーソナリティ・石川和美） （水・木・金：パーソナリティ・灯織） ▼14:00／15:50 交通情報 （月）よこすか芸術劇場ラインナップ／ミュージックカフェ／こんにちは、横須賀市役所です （火）ミュージックカフェ／横浜DeNAベイスターズニュース（不定期） （水）のたろん通信／帰ってきた!阿部きみえのカウントダウンカラオケ／榊美香のNostalgic Cafe （木）親指・小指・薬指／横須賀カレー日和（再放送）／まなび猫調査隊／空のココロ風のキモチ （金）教えてJ:COM／0468スタイルレディオ ▼15:00 遊びに来ませんかスタジオへ／シネマンボウ 横須賀いろいろ／カフェブレイク／パーソナル伝言板／夕飯のヒント （月）ちょっとお耳を （木）早読み！タウンニュース |
| 15 | 14:00 - 16:00            | EVENING ブルー湘南 （月・火：パーソナリティ・石川和美） （水・木・金：パーソナリティ・灯織） ▼14:00／15:50 交通情報 （月）よこすか芸術劇場ラインナップ／ミュージックカフェ／こんにちは、横須賀市役所です （火）ミュージックカフェ／横浜DeNAベイスターズニュース（不定期） （水）のたろん通信／帰ってきた!阿部きみえのカウントダウンカラオケ／榊美香のNostalgic Cafe （木）親指・小指・薬指／横須賀カレー日和（再放送）／まなび猫調査隊／空のココロ風のキモチ （金）教えてJ:COM／0468スタイルレディオ ▼15:00 遊びに来ませんかスタジオへ／シネマンボウ 横須賀いろいろ／カフェブレイク／パーソナル伝言板／夕飯のヒント （月）ちょっとお耳を （木）早読み！タウンニュース | EVENING ブルー湘南 （月・火：パーソナリティ・石川和美） （水・木・金：パーソナリティ・灯織） ▼14:00／15:50 交通情報 （月）よこすか芸術劇場ラインナップ／ミュージックカフェ／こんにちは、横須賀市役所です （火）ミュージックカフェ／横浜DeNAベイスターズニュース（不定期） （水）のたろん通信／帰ってきた!阿部きみえのカウントダウンカラオケ／榊美香のNostalgic Cafe （木）親指・小指・薬指／横須賀カレー日和（再放送）／まなび猫調査隊／空のココロ風のキモチ （金）教えてJ:COM／0468スタイルレディオ ▼15:00 遊びに来ませんかスタジオへ／シネマンボウ 横須賀いろいろ／カフェブレイク／パーソナル伝言板／夕飯のヒント （月）ちょっとお耳を （木）早読み！タウンニュース | EVENING ブルー湘南 （月・火：パーソナリティ・石川和美） （水・木・金：パーソナリティ・灯織） ▼14:00／15:50 交通情報 （月）よこすか芸術劇場ラインナップ／ミュージックカフェ／こんにちは、横須賀市役所です （火）ミュージックカフェ／横浜DeNAベイスターズニュース（不定期） （水）のたろん通信／帰ってきた!阿部きみえのカウントダウンカラオケ／榊美香のNostalgic Cafe （木）親指・小指・薬指／横須賀カレー日和（再放送）／まなび猫調査隊／空のココロ風のキモチ （金）教えてJ:COM／0468スタイルレディオ ▼15:00 遊びに来ませんかスタジオへ／シネマンボウ 横須賀いろいろ／カフェブレイク／パーソナル伝言板／夕飯のヒント （月）ちょっとお耳を （木）早読み！タウンニュース | EVENING ブルー湘南 （月・火：パーソナリティ・石川和美） （水・木・金：パーソナリティ・灯織） ▼14:00／15:50 交通情報 （月）よこすか芸術劇場ラインナップ／ミュージックカフェ／こんにちは、横須賀市役所です （火）ミュージックカフェ／横浜DeNAベイスターズニュース（不定期） （水）のたろん通信／帰ってきた!阿部きみえのカウントダウンカラオケ／榊美香のNostalgic Cafe （木）親指・小指・薬指／横須賀カレー日和（再放送）／まなび猫調査隊／空のココロ風のキモチ （金）教えてJ:COM／0468スタイルレディオ ▼15:00 遊びに来ませんかスタジオへ／シネマンボウ 横須賀いろいろ／カフェブレイク／パーソナル伝言板／夕飯のヒント （月）ちょっとお耳を （木）早読み！タウンニュース | EVENING ブルー湘南 （月・火：パーソナリティ・石川和美） （水・木・金：パーソナリティ・灯織） ▼14:00／15:50 交通情報 （月）よこすか芸術劇場ラインナップ／ミュージックカフェ／こんにちは、横須賀市役所です （火）ミュージックカフェ／横浜DeNAベイスターズニュース（不定期） （水）のたろん通信／帰ってきた!阿部きみえのカウントダウンカラオケ／榊美香のNostalgic Cafe （木）親指・小指・薬指／横須賀カレー日和（再放送）／まなび猫調査隊／空のココロ風のキモチ （金）教えてJ:COM／0468スタイルレディオ ▼15:00 遊びに来ませんかスタジオへ／シネマンボウ 横須賀いろいろ／カフェブレイク／パーソナル伝言板／夕飯のヒント （月）ちょっとお耳を （木）早読み！タウンニュース | EVENING ブルー湘南 （月・火：パーソナリティ・石川和美） （水・木・金：パーソナリティ・灯織） ▼14:00／15:50 交通情報 （月）よこすか芸術劇場ラインナップ／ミュージックカフェ／こんにちは、横須賀市役所です （火）ミュージックカフェ／横浜DeNAベイスターズニュース（不定期） （水）のたろん通信／帰ってきた!阿部きみえのカウントダウンカラオケ／榊美香のNostalgic Cafe （木）親指・小指・薬指／横須賀カレー日和（再放送）／まなび猫調査隊／空のココロ風のキモチ （金）教えてJ:COM／0468スタイルレディオ ▼15:00 遊びに来ませんかスタジオへ／シネマンボウ 横須賀いろいろ／カフェブレイク／パーソナル伝言板／夕飯のヒント （月）ちょっとお耳を （木）早読み！タウンニュース |
| 16 | 16:00 - 17:00            | ミュージック・ウェイブ （金）まつざき幸介「午後のひととき」 | ミュージック・ウェイブ （金）まつざき幸介「午後のひととき」 | ミュージック・ウェイブ （金）まつざき幸介「午後のひととき」 | ミュージック・ウェイブ （金）まつざき幸介「午後のひととき」 | ミュージック・ウェイブ （金）まつざき幸介「午後のひととき」 | ミュージック・ウェイブ （金）まつざき幸介「午後のひととき」 |
| 17 | 17:00 - 19:00            | EVENING ブルー湘南 （月・火・水・木：パーソナリティ・石川和美） （金：パーソナリティ・松浦千夏） ▼17:00／18:50 マイタウン情報 ニュース ▼17:10／17:40／18:00／18:30 交通情報 ▼耳で聞く広報よこすか ▼芸術劇場ニュース 17:45 イブニング サイマリングセレクション （金）17:45 モアーズインフォメーション 18:00 こんにちは、横須賀市役所です（再放送）／横浜F・マリノスニュース ▼18:30 ヨコスカカルトクイズ | EVENING ブルー湘南 （月・火・水・木：パーソナリティ・石川和美） （金：パーソナリティ・松浦千夏） ▼17:00／18:50 マイタウン情報 ニュース ▼17:10／17:40／18:00／18:30 交通情報 ▼耳で聞く広報よこすか ▼芸術劇場ニュース 17:45 イブニング サイマリングセレクション （金）17:45 モアーズインフォメーション 18:00 こんにちは、横須賀市役所です（再放送）／横浜F・マリノスニュース ▼18:30 ヨコスカカルトクイズ | EVENING ブルー湘南 （月・火・水・木：パーソナリティ・石川和美） （金：パーソナリティ・松浦千夏） ▼17:00／18:50 マイタウン情報 ニュース ▼17:10／17:40／18:00／18:30 交通情報 ▼耳で聞く広報よこすか ▼芸術劇場ニュース 17:45 イブニング サイマリングセレクション （金）17:45 モアーズインフォメーション 18:00 こんにちは、横須賀市役所です（再放送）／横浜F・マリノスニュース ▼18:30 ヨコスカカルトクイズ | EVENING ブルー湘南 （月・火・水・木：パーソナリティ・石川和美） （金：パーソナリティ・松浦千夏） ▼17:00／18:50 マイタウン情報 ニュース ▼17:10／17:40／18:00／18:30 交通情報 ▼耳で聞く広報よこすか ▼芸術劇場ニュース 17:45 イブニング サイマリングセレクション （金）17:45 モアーズインフォメーション 18:00 こんにちは、横須賀市役所です（再放送）／横浜F・マリノスニュース ▼18:30 ヨコスカカルトクイズ | EVENING ブルー湘南 （月・火・水・木：パーソナリティ・石川和美） （金：パーソナリティ・松浦千夏） ▼17:00／18:50 マイタウン情報 ニュース ▼17:10／17:40／18:00／18:30 交通情報 ▼耳で聞く広報よこすか ▼芸術劇場ニュース 17:45 イブニング サイマリングセレクション （金）17:45 モアーズインフォメーション 18:00 こんにちは、横須賀市役所です（再放送）／横浜F・マリノスニュース ▼18:30 ヨコスカカルトクイズ | EVENING ブルー湘南 （月・火・水・木：パーソナリティ・石川和美） （金：パーソナリティ・松浦千夏） ▼17:00／18:50 マイタウン情報 ニュース ▼17:10／17:40／18:00／18:30 交通情報 ▼耳で聞く広報よこすか ▼芸術劇場ニュース 17:45 イブニング サイマリングセレクション （金）17:45 モアーズインフォメーション 18:00 こんにちは、横須賀市役所です（再放送）／横浜F・マリノスニュース ▼18:30 ヨコスカカルトクイズ |
| 18 | 17:00 - 19:00            | EVENING ブルー湘南 （月・火・水・木：パーソナリティ・石川和美） （金：パーソナリティ・松浦千夏） ▼17:00／18:50 マイタウン情報 ニュース ▼17:10／17:40／18:00／18:30 交通情報 ▼耳で聞く広報よこすか ▼芸術劇場ニュース 17:45 イブニング サイマリングセレクション （金）17:45 モアーズインフォメーション 18:00 こんにちは、横須賀市役所です（再放送）／横浜F・マリノスニュース ▼18:30 ヨコスカカルトクイズ | EVENING ブルー湘南 （月・火・水・木：パーソナリティ・石川和美） （金：パーソナリティ・松浦千夏） ▼17:00／18:50 マイタウン情報 ニュース ▼17:10／17:40／18:00／18:30 交通情報 ▼耳で聞く広報よこすか ▼芸術劇場ニュース 17:45 イブニング サイマリングセレクション （金）17:45 モアーズインフォメーション 18:00 こんにちは、横須賀市役所です（再放送）／横浜F・マリノスニュース ▼18:30 ヨコスカカルトクイズ | EVENING ブルー湘南 （月・火・水・木：パーソナリティ・石川和美） （金：パーソナリティ・松浦千夏） ▼17:00／18:50 マイタウン情報 ニュース ▼17:10／17:40／18:00／18:30 交通情報 ▼耳で聞く広報よこすか ▼芸術劇場ニュース 17:45 イブニング サイマリングセレクション （金）17:45 モアーズインフォメーション 18:00 こんにちは、横須賀市役所です（再放送）／横浜F・マリノスニュース ▼18:30 ヨコスカカルトクイズ | EVENING ブルー湘南 （月・火・水・木：パーソナリティ・石川和美） （金：パーソナリティ・松浦千夏） ▼17:00／18:50 マイタウン情報 ニュース ▼17:10／17:40／18:00／18:30 交通情報 ▼耳で聞く広報よこすか ▼芸術劇場ニュース 17:45 イブニング サイマリングセレクション （金）17:45 モアーズインフォメーション 18:00 こんにちは、横須賀市役所です（再放送）／横浜F・マリノスニュース ▼18:30 ヨコスカカルトクイズ | EVENING ブルー湘南 （月・火・水・木：パーソナリティ・石川和美） （金：パーソナリティ・松浦千夏） ▼17:00／18:50 マイタウン情報 ニュース ▼17:10／17:40／18:00／18:30 交通情報 ▼耳で聞く広報よこすか ▼芸術劇場ニュース 17:45 イブニング サイマリングセレクション （金）17:45 モアーズインフォメーション 18:00 こんにちは、横須賀市役所です（再放送）／横浜F・マリノスニュース ▼18:30 ヨコスカカルトクイズ | EVENING ブルー湘南 （月・火・水・木：パーソナリティ・石川和美） （金：パーソナリティ・松浦千夏） ▼17:00／18:50 マイタウン情報 ニュース ▼17:10／17:40／18:00／18:30 交通情報 ▼耳で聞く広報よこすか ▼芸術劇場ニュース 17:45 イブニング サイマリングセレクション （金）17:45 モアーズインフォメーション 18:00 こんにちは、横須賀市役所です（再放送）／横浜F・マリノスニュース ▼18:30 ヨコスカカルトクイズ |
| 19 | 19:00 - 20:00            | 勝手にジャズタイム | 横須賀未来創造 | クラシック | Y's stationThursday | 【M】DJ Nobby's Tokyo LIVE （4週）Let'Stay Together | 【M】DJ Nobby's Tokyo LIVE （4週）Let'Stay Together |
| 20 | 20:00 - 21:00            | 郷土史橫須賀 | 【M】 ガウラジ | 20:00～20:30 洋楽セレクト 20:00～20:30 カナラジ（第4週） 20:30～21:00 洋楽セレクト | 【M】週刊 Nobbyタイムズ | Friday Night Hawaiian | Friday Night Hawaiian |
| 21 | ミュージックバード放送枠 | ミュージックバード放送枠 | ミュージックバード放送枠 | ミュージックバード放送枠 | ミュージックバード放送枠 | 21:00 ロックンローラーでいいじゃない! | 21:00 ロックンローラーでいいじゃない! |
| 21 | ミュージックバード放送枠 | ミュージックバード放送枠 | ミュージックバード放送枠 | ミュージックバード放送枠 | ミュージックバード放送枠 | 30 デヴィッ英会話 （偶数週は再放送） | |
| 22 | ミュージックバード放送枠 | ミュージックバード放送枠 | ミュージックバード放送枠 | ミュージックバード放送枠 | ミュージックバード放送枠 | 22:00 Q.S.Y （偶数週は再放送） | 22:00 Q.S.Y （偶数週は再放送） |
| 22 | ミュージックバード放送枠 | ミュージックバード放送枠 | ミュージックバード放送枠 | ミュージックバード放送枠 | ミュージックバード放送枠 | 30 ユメミノ音楽村 （奇数週は再放送） Music My Love （奇数週は再放送） | |
| 23 | ミュージックバード放送枠 | ミュージックバード放送枠 | ミュージックバード放送枠 | ミュージックバード放送枠 | ミュージックバード放送枠 | 00 Radio School | 00 Radio School |
| 23 | ミュージックバード放送枠 | ミュージックバード放送枠 | ミュージックバード放送枠 | ミュージックバード放送枠 | ミュージックバード放送枠 | 30 ミュージックバード放送枠 | |

Weekend
|    | 土曜日        | 土曜日 | 日曜日        | 日曜日 |
| 06 | 6:00 - 7:00   | 【M】Radio KZOO in honolulu “Hawaiian Breeze”（生放送） 6:55 - 【M】防災インフォメーション | 6:00 - 7:00   | かずさクラシックホール （かずさFM制作） |
| 07 | 7:00 - 8:00   | 【M】おはようサタデー（生放送） 7:55～、8:55 -【M】Weekly Recommend | 7:00 - 9:00   | 【M】おはようサンデー（生放送） 8:55 -【M】Weekly Recommend |
| 08 | 7:00 - 8:00   | 【M】おはようサタデー（生放送） 7:55～、8:55 -【M】Weekly Recommend | 7:00 - 9:00   | 【M】おはようサンデー（生放送） 8:55 -【M】Weekly Recommend |
| 09 | 9:00 - 13:00  | SATURDAY ナチュラルゾーン （パーソナリティ・灯織） （交通情報9:30/11:00/12:25・天気予報） ▼マイタウン情報 （ニュース、フェリー･鉄道、火災･事故） ▼耳で聞く広報よこすか ▼芸術劇場ニュース 9:20 シネマンボウ 9:30 空のココロ 風のキモチ 9:40 音楽アラ？カルト 9:50 今・時・旅 10:00（1週）スタイルレディオヤングなヨコスカ大冒険 （2，4週）よこすか野菜通信 プロ雅ラヂオ （3，5週）わらいき 10:20 寺千代の開運！九星占い 10:30 スカッとスカぴあ 11:00 （1週）はまゆう山荘より風にのって 11:30 イチノイの横須賀カレー日和 11:50 ベスト・ヒット・サタデー | 9:00 - 11:00  | SUNDAYブルー湘南 （パーソナリティ・石川和美） （交通情報9:30/11:00/12:25・天気予報） ▼マイタウン情報 ▼耳で聞く広報よこすか ▼芸術劇場ニュース ▼観音崎自然博物館わくわく自然塾 ▼風を感じて（第2･4週） ▼新・ 三浦半島Life ▼シネマンボウ |
| 10 | 9:00 - 13:00  | SATURDAY ナチュラルゾーン （パーソナリティ・灯織） （交通情報9:30/11:00/12:25・天気予報） ▼マイタウン情報 （ニュース、フェリー･鉄道、火災･事故） ▼耳で聞く広報よこすか ▼芸術劇場ニュース 9:20 シネマンボウ 9:30 空のココロ 風のキモチ 9:40 音楽アラ？カルト 9:50 今・時・旅 10:00（1週）スタイルレディオヤングなヨコスカ大冒険 （2，4週）よこすか野菜通信 プロ雅ラヂオ （3，5週）わらいき 10:20 寺千代の開運！九星占い 10:30 スカッとスカぴあ 11:00 （1週）はまゆう山荘より風にのって 11:30 イチノイの横須賀カレー日和 11:50 ベスト・ヒット・サタデー | 9:00 - 11:00  | SUNDAYブルー湘南 （パーソナリティ・石川和美） （交通情報9:30/11:00/12:25・天気予報） ▼マイタウン情報 ▼耳で聞く広報よこすか ▼芸術劇場ニュース ▼観音崎自然博物館わくわく自然塾 ▼風を感じて（第2･4週） ▼新・ 三浦半島Life ▼シネマンボウ |
| 11 | 9:00 - 13:00  | SATURDAY ナチュラルゾーン （パーソナリティ・灯織） （交通情報9:30/11:00/12:25・天気予報） ▼マイタウン情報 （ニュース、フェリー･鉄道、火災･事故） ▼耳で聞く広報よこすか ▼芸術劇場ニュース 9:20 シネマンボウ 9:30 空のココロ 風のキモチ 9:40 音楽アラ？カルト 9:50 今・時・旅 10:00（1週）スタイルレディオヤングなヨコスカ大冒険 （2，4週）よこすか野菜通信 プロ雅ラヂオ （3，5週）わらいき 10:20 寺千代の開運！九星占い 10:30 スカッとスカぴあ 11:00 （1週）はまゆう山荘より風にのって 11:30 イチノイの横須賀カレー日和 11:50 ベスト・ヒット・サタデー | 11:00 - 15:00 | SUNDAY NORI NORI （パーソナリティ・石川和美） ▼建築士による なんでも相談 ▼大学生が作るプログラム 13:00（2週）石井・石川のダブルストーンズ による三浦半島の三ツ星を探せ! 14:00 NUTS ON MUSIC（DJ：平間あきひこ） 横須賀ハマラジャン   |
| 12 | 9:00 - 13:00  | SATURDAY ナチュラルゾーン （パーソナリティ・灯織） （交通情報9:30/11:00/12:25・天気予報） ▼マイタウン情報 （ニュース、フェリー･鉄道、火災･事故） ▼耳で聞く広報よこすか ▼芸術劇場ニュース 9:20 シネマンボウ 9:30 空のココロ 風のキモチ 9:40 音楽アラ？カルト 9:50 今・時・旅 10:00（1週）スタイルレディオヤングなヨコスカ大冒険 （2，4週）よこすか野菜通信 プロ雅ラヂオ （3，5週）わらいき 10:20 寺千代の開運！九星占い 10:30 スカッとスカぴあ 11:00 （1週）はまゆう山荘より風にのって 11:30 イチノイの横須賀カレー日和 11:50 ベスト・ヒット・サタデー | 11:00 - 15:00 | SUNDAY NORI NORI （パーソナリティ・石川和美） ▼建築士による なんでも相談 ▼大学生が作るプログラム 13:00（2週）石井・石川のダブルストーンズ による三浦半島の三ツ星を探せ! 14:00 NUTS ON MUSIC（DJ：平間あきひこ） 横須賀ハマラジャン   |
| 13 | 13:00 - 14:00 | こころにきくラジオ | 11:00 - 15:00 | SUNDAY NORI NORI （パーソナリティ・石川和美） ▼建築士による なんでも相談 ▼大学生が作るプログラム 13:00（2週）石井・石川のダブルストーンズ による三浦半島の三ツ星を探せ! 14:00 NUTS ON MUSIC（DJ：平間あきひこ） 横須賀ハマラジャン   |
| 14 | 14:00 - 15:00 | 人見欣幸の音楽三昧 | 11:00 - 15:00 | SUNDAY NORI NORI （パーソナリティ・石川和美） ▼建築士による なんでも相談 ▼大学生が作るプログラム 13:00（2週）石井・石川のダブルストーンズ による三浦半島の三ツ星を探せ! 14:00 NUTS ON MUSIC（DJ：平間あきひこ） 横須賀ハマラジャン   |
| 15 | 15:00 - 16:00 | 通天閣とイクラ丼（特上） | 15:00 - 16:00 | カントリー＆ウェスタン |
| 16 | 16:00 - 17:00 | 横須賀たそがれミュージック! | 16:00 - 17:00 | J-POPセレクション 16:30～洋楽セレクション |
| 17 | 17:00 - 18:00 | EVENING ブルー湘南 （パーソナリティ・松浦千夏） （交通情報17:10/17:40） ▼マイタウン情報（ニュース） ▼耳で聞く広報よこすか ▼芸術劇場ニュース ▼アートサプリメント | 17:00 - 18:00 | EVENING ブルー湘南 （パーソナリティ・石川和美） （交通情報17:10/17:40 天気予報） ▼ニュース ▼イベント情報・タウン情報 ▼週刊潮汐情報                                                                                                   |
| 18 | 18:00 - 19:00 | 青ぞうのリスナー様は神様です | 18:00 - 19:00 | SUNSET GROOVE ON |
| 19 | 19:00 - 20:00 | （1週）LYLA BOOPS のThe Sunlight Comes （2･4週）Kaleido Scope （3週）かふぇもかの心のアルバム （5週）KAZUO YOSHIDA's BOSSAMANIA | 19:00 -       | ミュージックバード放送枠 |
| 20 | 20:00 -       | ミュージックバード放送枠 | 19:00 -       | ミュージックバード放送枠 |